# Чемпионат мира по шоссейным велогонкам 2020
93-й Чемпионат мира по шоссейному велоспорту прошёл в итальянском городе Имола с 24 по 27 сентября 2020 года. Он стал четырнадцатым на территории Италии и вторым в Имоле.
В рамках чемпионата были проведены шоссейные групповые гонки и индивидуальные гонки на время с раздельного старта среди мужской и женской элиты.
Нидерландская велогонщица Анна ван дер Брегген стала второй среди женщин, начиная с 1996 года, кому удалось выиграть обе дисциплины на одном чемпионате. Первой была француженка Жанни Лонго в 1995 году.

## Детали
Первоначально чемпионат планировалось провести в итальянском городе Виченца, но город-кандидат не смог предоставить финансовых гарантий. После этого UCI в передал право проведения чемпионата двум швейцарским городам Мартиньи и Эгль. Он должен был пройти с 20 по 27 сентября 2020 года и стать одиннадцатым для Швейцарии, но впервые для франкоговорящей части страны. Соревнования должны были в первую очередь пройти в долине Роны. Штаб-квартира UCI находится в городе Эгль.
Однако в августе 2020 года, чуть более чем за месяц до начала чемпионата его оргкомитет объявил UCI, что он вынужден отменить чемпионат из-за мер принятых Федеральным советом Швейцарии в связи с пандемией Covid-19 в Швейцарии, которые запрещают до 30 сентября 2020 года любое мероприятие с участием более 1000 человек.
UCI приняло к сведению это решение и немедленно приступило к поиску резервного места, где можно будет провести весь ЧМ или часть его программы, предпочтительно в Европе. Среди кандидатов, по сообщениям СМИ, рассматривались итальянские регионы Эмилия-Романья (город Имола) и Тоскана, нидерландская провинция Дренте. В конце августа Французская федерация велоспорта объявила, что она работает с департаментом Верхняя Сона в регионе Бургундия — Франш-Конте над планом проведения чемпионата на Ла-Планш-де-Бель-Фий.
2 сентября 2020 года, всего за три недели до крайнего срока, UCI приняла решение в пользу Имолы в том числе и потому, старт и финиш на автодроме можно было легко сделать закрытыми для зрителей. Также было решено сократить программу, отменив смешанную эстафетную командную гонку и все молодёжные и юниорские гонки. Одной из причин сокращения программы было то, что большинство лучших спортсменов уже находились в Европе, в то время как многие  представители молодёжной и юниорской категорий не могли путешествовать из-за ограничений на поездки в связи с пандемией Covid-19. В связи с этим гонщикам категорий U23 и U19 было разрешено выступит на этом чемпионате без потеря права выступать в своих возрастных категориях на следующий год.
Перед гонками все участники прошли тестирование на COVID-19, двое из которых получили положительный результат на вирус. Узбекская гонщица Ольга Забелинская перед женской индивидуальной гонкой и ей было запрещено участвовать в обеих женских гонках. А казахстанец Алексей Луценко перед мужской групповой гонкой которую он вынужден был пропустить.

## Маршрут

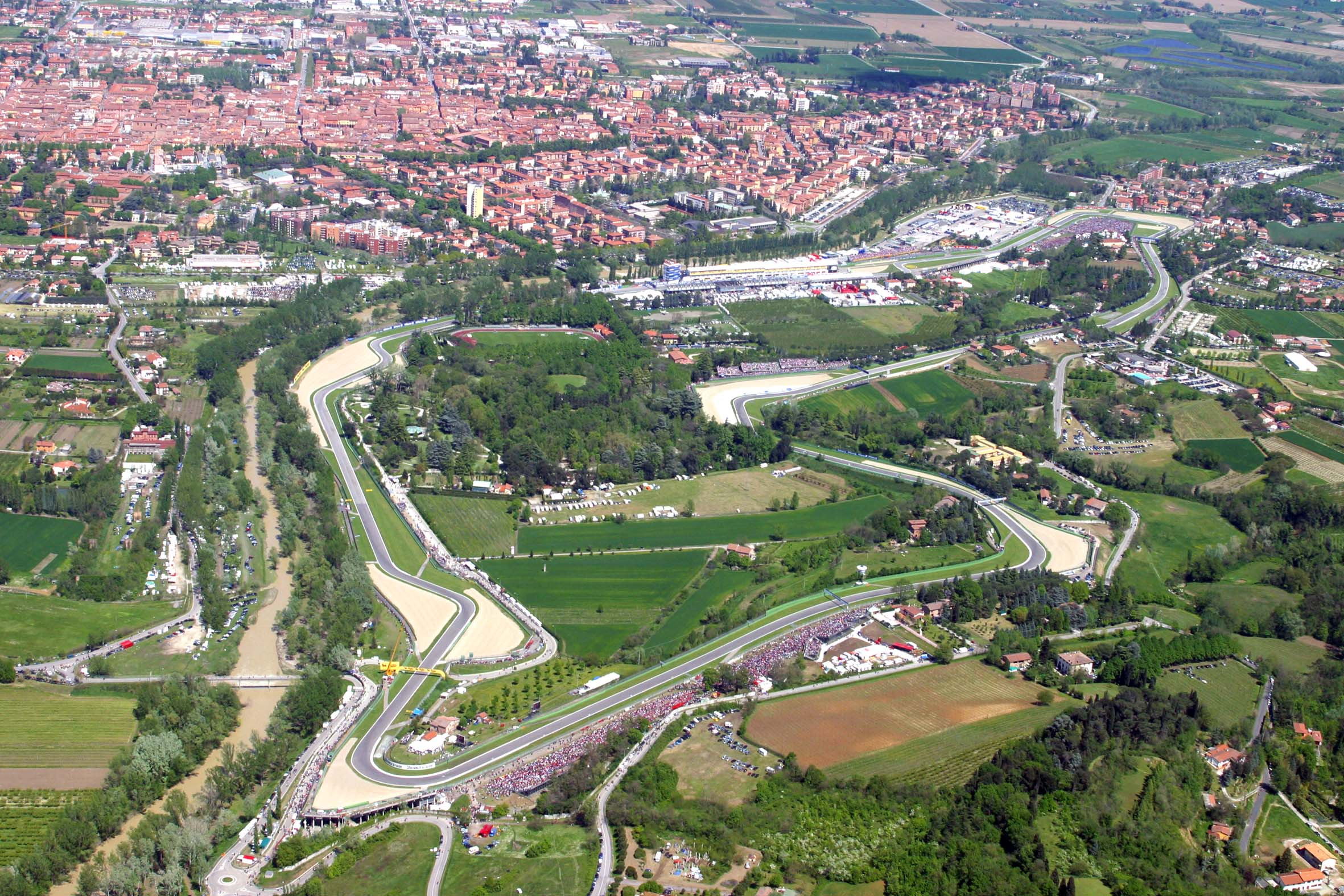
Автодром Энцо и Дино Феррари

Старт и финиш всех гонок располагался на автодроме Энцо и Дино Феррари в Имоле, а основная часть дистанций проходила за его приделами.
Маршрут мужской и женской индивидуальной гонки были полностью идентичены как по профилю так и по протяжённости, что случилось впервые на чемпионатах. После старта на автодроме на трасса в длинный тягун протяжённостью 15 км в конце которого трасса поворачивала в обратную сторону и достигала своей наивысшей точки. Затем начинался спуск протяженностью 11 км после которого располагалось несколько небольших подъёмов перед въездом на автодором. На самом автодроме предстояло преодолеть спуск с серией поворотов. Общая протяжённость дистанции составила 31,7 км с перепадом высоты 200 м.
Маршрут групповых гонок был полностью круговым и представлял собою круг протяжённостью 28,8 км с двумя сложными подъёмами протяжённостью по три километра каждый со средним градиентом 10%  максимальным 14% с переходами на 14%. У мужчин общая протяжённость дистанции составила 258,2 км с перепадом высот почти на 5 000 метров, а у женщин — 143 километра с перепадом высот 2750 метров.

## Программа чемпионата
| Дата                 | Время                | Время                | Дисциплина           | Маршрут                             | Дистанция            | Круги                |                      |
| Индивидуальные гонки | Индивидуальные гонки | Индивидуальные гонки | Индивидуальные гонки | Индивидуальные гонки                | Индивидуальные гонки | Индивидуальные гонки | Индивидуальные гонки |
| -------------------- | -------------------- | -------------------- | -------------------- | ----------------------------------- | -------------------- | -------------------- | -------------------- |
| 24 сентября          | 14:40                | 16:35                | Женщины              | Имола (Автодром) — Имола (Автодром) | 31,7 км              | 1                    |                      |
| 25 сентября          | 14:30                | 16:35                | Мужчины              | Имола (Автодром) — Имола (Автодром) | 31,7 км              | 1                    |                      |
| Групповые гонки      |                      |                      |                      |                                     |                      |                      |                      |
| 26 сентября          | 12:35                | 16:45                | Женщины              | Имола (Автодром) — Имола (Автодром) | 143 км               | 5                    |                      |
| 27 сентября          | 09:45                | 16:45                | Мужчины              | Имола (Автодром) — Имола (Автодром) | 258,2 км             | 9                    |                      |

## Результаты
| Велогонка            | Золото                            | Золото | Серебро                          | Серебро | Бронза                       | Бронза |
| -------------------- | --------------------------------- | ------ | -------------------------------- | ------- | ---------------------------- | ------ |
| Мужская элита        |                                   |        |                                  |         |                              |        |
| Групповая гонка      | Жюлиан Алафилипп · Франция        |        | Ваут Ван Арт · Бельгия           |         | Марк Хирши · Швейцария       |        |
| Индивидуальная гонка | Филиппо Ганна · Италия            |        | Ваут Ван Арт · Бельгия           |         | Штефан Кюнг · Швейцария      |        |
| Женская элита        |                                   |        |                                  |         |                              |        |
| Групповая гонка      | Анна Ван дер Брегген · Нидерланды |        | Аннемик Ван Флёйтен · Нидерланды |         | Элиза Лонго Боргини · Италия |        |
| Индивидуальная гонка | Анна Ван дер Брегген · Нидерланды |        | Марлен Рёссер · Швейцария        |         | Эллен Ван Дейк · Нидерланды  |        |

## Медальный зачёт
| Место | Страна     | Золотая медаль | Серебряная медаль | Бронзовая медаль | Всего |
| ----- | ---------- | -------------- | ----------------- | ---------------- | ----- |
| 1     | Нидерланды | 2              | 1                 | 1                | 4     |
| 2     | Италия     | 1              | 0                 | 1                | 2     |
| 3     | Франция    | 1              | 0                 | 0                | 1     |
| 4     | Бельгия    | 0              | 2                 | 0                | 2     |
| 5     | Швейцария  | 0              | 1                 | 2                | 3     |
| Итого | Итого      | 4              | 4                 | 4                | 12    |